# Bob Custer
Bob Custer (* 18. Oktober 1898 in Frankfort, Kentucky; † 27. Dezember 1974 in Torrance, Kalifornien, eigentlich Raymond Anthony Glenn) war ein US-amerikanischer Schauspieler, vor allem in B-Western.

## Leben
Custer besuchte die University of Kentucky, die er wohl ohne Abschluss als Ingenieur Richtung U.S. Army verließ. Seine ersten Filmauftritte hatte Custer in zwei Ende 1924 in die Kinos gelangten Stummfilm-Western. Er wurde vom Film Booking Office (FBO) unter Vertrag genommen, das ihm auch seinen Künstlernamen verpasste und zahlreiche Actionfilme vor allem des Westerngenres herstellte. Dabei stieg sein wöchentliches Gehalt von anfänglich 100 $ auf 1000 $ im fünften Jahr an. 1927 trat er daneben unter seinem Geburtsnamen in drei Filmen der Chadwick Pictures Corporation auf. Nach etwa zwei Dutzend Western für die FBO ging Custer zu Syndicate Pictures. Dort erlebte er in seinen rund zwanzig Filmen den Übergang zum Tonfilm, oft unter Regisseur J. P. McGowan. Nach Auslaufen seines Vertrages 1931 wechselte er für vier Filme zu einer Gesellschaft, die äußerst billige Werke herstellen ließ, der Big 4 Film Corporation. Erst 1934 bot sich die nächste Gelegenheit zur Schauspielerei, als Custer im Serial Law of the Wild spielte. Nur drei Filme sollten noch folgen: 1936/1937 war er dafür bei Reliable Pictures unter Vertrag.
Später arbeitete Custer wohl als Gebäudeinspektor und Sicherheitsingenieur.
Custer war zweimal verheiratet; von 1926 bis 1933 mit der Fleischwaren-Millionenerbin Anne Cudahy und von 1948 bis zu seinem Tod mit Mildred Boughers.

## Filmografie (Auswahl)
- 1924: Trigger Fingers
- 1934: Gesetz der Wildnis (The Law of the Wild) (Zusammenschnitt des Serials)
- 1937: Santa Fe Rides